# Teofil Boretti
Teofil Józef Boretti (ur. 6 lutego 1834 w Warszawie, zm. 12 grudnia 1910 tamże) – polski fotograf włoskiego pochodzenia.

## Początki działalności

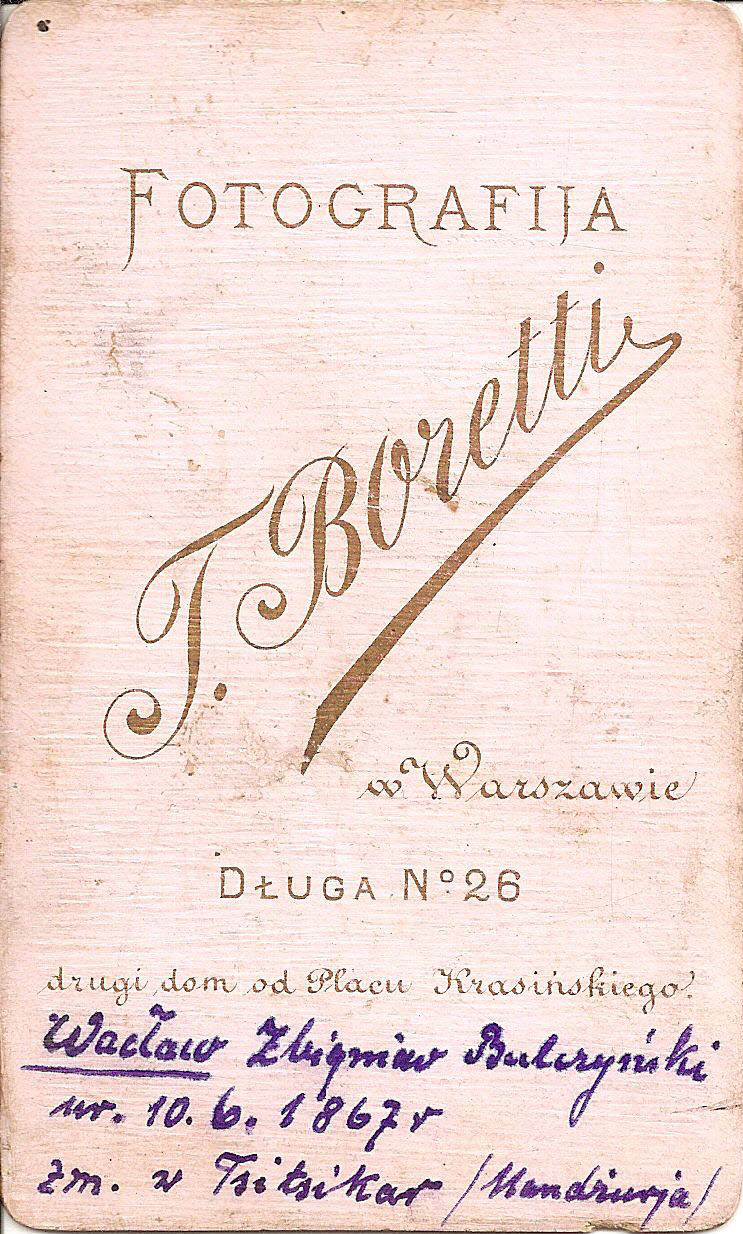
Rewers fotografii z winietą zakładu Teofila Borettiego

Urodził się w warszawskiej rodzinie mieszczańskiej pochodzącej z Włoch, jako szóste dziecko Feliksa Jana Borettiego (1798-1847) i Anny Rozyny z domu Hauschild (1803-1837). Jego dziadek Giuseppe "Józef" Boretti (1746-1849) włoski architekt i budowniczy przybył do Polski w czasach panowania Stanisława Augusta Poniatowskiego. W wieku 18 lat Teofil rozpoczął pracę w zakładzie fotograficznym swego wuja Karola Beyera - wybitnego fotografa warszawskiego. 

## Własny zakład
Po pięciu latach pracy u Beyera w roku 1857 postanowił otworzyć własne atelier przy ulicy Senatorskiej nr hip 463 (dom Łagiewnickich) w Warszawie. Po pożarze Ratusza w roku 1864 przeniósł się do nowego lokalu w hotelu Francuskim przy ulicy Marszałkowskiej nr hip. 1403. Kolejna próba przeniesienia zakładu w roku 1870 na ulicę Rymarską 6 zakończyła się sprawą sądową. Po wyroku atelier zostało uruchomione na tej ulicy pod numerem 4 i działało do roku 1879. Ostatnim adresem zakładu była ulica Długa 26, gdzie Boretti pracował w latach 1880-1910.
Teofil Boretti specjalizował się w pracach portowych, ale nie stronił również od uwieczniania widoków miasta. Był stryjem Teofila Eugeniusza Borettiego (1860-1910) - fotografa krajobrazowego, autora słynnego cyklu zdjęć powiatu słuckiego i nowogrodzkiego. Ze względu na zbierzność nazwisk obaj fotogarfowie bywają myleni.
Teofil Boretti pochowany został na cmentarzu Powązkowskim w Warszawie (kwatera 69-1-7/8).